# أندي ماكيفوي
أندي ماكيفوي (بالإنجليزية: Andy McEvoy)‏ هو لاعب كرة قدم ومدرب كرة قدم أيرلندي، ولد في 15 يوليو 1938 في دبلن في جمهورية أيرلندا، وتوفي في 7 مايو 1994 في Bray, County Wicklow ‏ في جمهورية أيرلندا. شارك مع منتخب جمهورية أيرلندا لكرة القدم. أما مع النوادي، فقد لعب مع بلاكبيرن روفرز ونادي يميريك.

## وصلات خارجية
- أندي ماكيفوي على موقع الاتحاد الأوربي (الإنجليزية)
- أندي ماكيفوي على موقع قاعدة بيانات كرة القدم.إي يو (الإنجليزية)
- أندي ماكيفوي على موقع ناشيونال فوتبول تيمز (الإنجليزية)